# Robbin' the Hood
Robbin' the Hood è il secondo album discografico in studio del gruppo musicale ska punk statunitense Sublime, pubblicato nel 1994.

## Tracce
1. Waiting for Bud – 1:02
2. Steady B Loop Dub – 1:23
3. Raleigh Soliloquy Pt. I – 1:46
4. Pool Shark – 0:57
5. Steppin' Razor (Joe Higgs) – 2:24
6. Greatest-Hits – 2:53
7. Free Loop Dub – 3:08
8. Q-Ball – 0:43
9. Saw Red - (feat. Gwen Stefani)
10. Work That We Do – 2:34
11. Lincoln Highway Dub – 2:21
12. Pool Shark (Acoustic) – 1:25
13. Cisco Kid – 4:38
14. Raleigh Soliloquy Pt. II – 3:39
15. S.T.P. – 2:57
16. Boss D.J. - 2:51
17. I Don't Care Too Much for Reggae Dub – 5:20
18. Falling Idols – 2:37
19. All You Need – 2:45
20. Freeway Time in L.A. County Jail – 3:17
21. Mary – 1:34
22. Raleigh Soliloquy Pt. III / Don't Push / untitled / The Farther I Go (Mudhoney) – 8:29

## Formazione
- Bradley Nowell - voce, chitarra
- Eric Wilson - basso, synth
- Bud Gaugh - batteria